# 조너선 프랜즌
조너선 프랜즌(en:Jonathan Franzen, 1959년 8월 17일 ~ )은 미국의 소설 작가이다.
1959년 8월 17일 미국 일리노이 주에서 태어났다. 1988년 데뷔작 '스물일곱 번째 도시'로 와이팅 작가상을 받았다. 1992년 두 번째 장편소설 '강진동(Strong Motion)'을 출간했으며 1996년 권위 있는 문예지 '그란타'에서 선정한 '미국 문단을 이끌 최고의 젊은 작가 20인', 1999년 '뉴요커'에서 발표한 '40세 미만 최고의 젊은 작가 20인'에 선정되었다. 2001년 세 번째 장편소설 '인생수정'으로 전미도서상을 수상했다. '인생수정'은 퓰리처상, 전미비평가협회상, 펜/포크너 문학상, 임팩더블린 문학상 최종 후보에 올랐으며, 전 세계 35개 언어로 발간되었고, 오프라 윈프리 북클럽 선정 도서가 되는 등 전세계적으로 주목을 받았다. '인생수정'은 '타임' 선정 100대 영문 소설에 선정되기도 하였다.

## 저작

### 장편소설
| 연도 | 제목               | 원제                    | 비고 |
| ---- | ------------------ | ----------------------- | ---- |
| 1988 | 스물일곱 번째 도시 | The Twenty-Seventh City |      |
| 1992 | 강진동             | Strong Motion           |      |
| 2001 | 인생 수정          | The Corrections         |      |
| 2010 | 자유               | Freedom                 |      |
| 2015 |                    | Purity                  |      |

### 논픽션
- 혼자가 되는 법 How to Be Alone (2002) - 에세이
- 불편한 지대 The Discomfort Zone (2006) - 회고록
- 더 멀리 Farther Away (2012) - 에세이